# John Lahey
Pour les articles homonymes, voir Lahey.
 (janvier 2015).
John Lahey, né en 1670 à Tallow dans le comté de Waterford en Irlande et mort le 13 mars 1738 à Pointe-Claire au Canada, est l'ancêtre des Lahaye dits Hibernois d'Amérique.
Il est le fils de Thomas Lahey (catholique) et de Catherine Williams (protestante). Beaucoup de noms de famille irlandais ont été anglicisés. Ce phénomène s’est produit quand la langue parlée en Irlande passa de l’irlandais à l’anglais, à l’époque des plantations dans les années 1600. Ainsi, le patronyme irlandais, O’Lathaigh, est devenu en anglais Lahey.[réf. souhaitée]

## Biographie

### D'Irlande à la Nouvelle-France
Vers 1689, John émigre à Corlaer en Nouvelle-Angleterre. Entre-temps, un groupe d'Iroquois se lancent à l'attaque du village de Lachine sur l'île de Montréal et le ravagent complètement. En représailles, le gouverneur Frontenac envoie trois groupes composés d'amérindiens, de soldats et miliciens français à l'assaut de trois villages de la Nouvelle-Angleterre : Corlaer, Salmon Falls et Casco.
L'historien Jacques Lacoursière écrit dans Histoire populaire du Québec, tome 1 que Nicolas d'Ailleboust de Manthet et Jacques Le Moyne de Sainte-Hélène, assistés de Pierre Le Moyne d'Iberville et de Repentigny de Montesson, assurent le commandement du groupe se rendant à Corlaer. Le départ a lieu au début du mois de février 1690. Le 18 février, vers quatre heures de l'après-midi, le groupe est à deux lieues du village de Corlar, qui comprend environ 80 maisons. Le vent glacial pénètre les chairs et rend l'attente du petit jour impossible. Les lieutenants d'Ailleboust de Manthet et Le Moyne de Sainte-Hélène trouvent les portes du fort ouvertes et sans gardes. Ils entrent sans problèmes à l'intérieur de l'enceinte du fort et brûlent les maisons. Ils firent vingt-sept prisonniers, dont John Lahey.
Le troisième corps partait de Québec pour se rendre à Casco (aujourd'hui Portland au Maine). Le groupe atteint sa destination le 25 mai 1690. Après un court siège, la population du fort de Casco rend les armes. Le commandant Davis et la femme et les quatre enfants du lieutenant Swarden (ou Swarton) tué lors de l'attaque, sont amenés en captivité à Québec, où ils arrivent le 23 juin 1690. Hannah Hibbard a raconté son voyage du Maine au Canada, avec les Abénaquis, au révérend Cotton Mather qui en a fait le récit dans le livre Puritans among the Indians.
Lors de l’attaque de Fort Loyal dans la baie de Casco, le mari d’Hannah Hibbard, le lieutenant John Swarden (Swarton) est tué. Il s'était marié à Beverly Essex County (aujourd'hui Salem, Massachusetts) le 8 janvier 1670 avec Hannah Hibbard. Hannah devient captive des Abénaquis, alliés des Français. Voici le récit condensé de son voyage de la Nouvelle-Angleterre à la Nouvelle-France (Traduction libre) :
« J'ai été capturée par les Indiens quand le fort de Casco a été pris (mai 1690), mon mari a été tué et mes quatre enfants m'ont été enlevés. L'aîné fut tué environ deux mois plus tard et les trois autres éparpillés. Je restais veuve et privée de mes enfants vivants. Je les voyais rarement et, alors, nous ne pouvions ni parler librement, ni pleurer en présence des Indiens sans mettre notre vie en péril. J'ai dû marcher avec les Indiens, à travers une nature sauvage, à partir du 20 mai 1690 jusqu'à mi-février 1691, toujours lourdement chargée. Nous n'avions ni pain ni maïs, mais mangions parfois des noix pilées, des glands, du pourpier, des laiterons et autres herbes, des racines et parfois de la viande de chien, mais peu à la fois. Une fois, j'ai eu une part de l’ours que le groupe avait tué, puis un morceau de tortue. Une autre fois, un Indien m'a donné un morceau de foie d'orignal, un régal pour moi. Nous avions aussi du poisson si nous arrivions à en pêcher.
Avec un fardeau sur le dos, j'ai gravi des montagnes raides et hideuses et traversé des marécages en enjambant, jusqu'à mille fois par jour, des troncs d'arbres d'un, deux ou trois pieds d'épaisseur qui jonchaient le sol. Je devais suivre leur allure sous peine d'être abattue. Je souffrais de la faim et du froid par manque de vêtements, n'étant vêtue que d'une robe indienne et d'une couverture, avec une seule paire de chaussures indiennes, sans chaussettes. J'avais les pieds gelés par la neige et écorchés par les pierres coupantes, les jambes déchirées par les buissons. Souvent, épuisée, j'avais le goût de me coucher là et d'y rester en les laissant me tuer ».
Le groupe arrive enfin au Canada en février 1691 et Hannah est chargée d’aller quêter de la nourriture dans des maisons. Très puritaine, elle craint ces Français catholiques et ne connaît pas leur langue, mais elle est bien reçue et on lui donne du pain, du bœuf et du porc, un réconfort après neuf mois de privation. Une fois, dans une maison près de Québec, une femme lui fait même un lit par terre et lui permet de passer la nuit près du feu. Hannah considère ses souffrances comme une punition de Dieu pour ses péchés, le principal étant d’avoir quitté Beverly, une ville pieuse dotée d’une église et d’un ministre du culte, pour rejoindre la nouvelle colonie de la baie de Casco où il n’existait pas d’église. Hannah et son plus jeune fils sont libérés, en échange de prisonniers, et peuvent retourner à Salem en 1695. Sa fille Mary-Madeleine et l’un de ses fils restent au Canada.
William Henry Foster écrit dans The captors’s narrative: Catholic women and their Puritan men on the early American Frontier que John Lahey est arrive au service de Jacques Le Ber, sur la rue Saint-Paul, de façon indirecte. Né catholique dans le comté de Tipperary, il a immigré en passant par le contrôle anglais de la vallée du fleuve Hudson, avant de se rendre à Corlar. Il s’est probablement converti au protestantisme pour bien s’adapter à la communauté de Corlar. Il a été capturé lors du raid français et abénaquis sur Corlar en février 1690, puis amené à Montréal et acheté par Jacques Le Ber. John Lahey a travaillé en tant que domestique pour Le Ber un peu plus de quatre ans. En mars 1696, John abjure le puritanisme et revient dans le giron de la religion catholique.
En septembre 1697, John épouse Mary-Madeleine Swarden (Swarton), née en 1678 à Salem au Massachusetts de l’union de John Swarden ou Swarton et d’Hannah Hibbard. Le 30 avril 1698, les Sulpiciens lui donnent quarante arpents de terre à Notre-Dame-des-Neiges sur l'île de Montréal. Le premier couple d’origine irlandaise de la Nouvelle-France devient agriculteur. Le patronyme de John se transforme sous la plume du prêtre en Lahaye et son prénom est francisé par Jean. Le surnom « dit Hibernois » est ajouté à son patronyme. Le terme hibernois veut dire irlandais en ancien français.

### La première génération de Lahaye dit Hibernois
Le premier Lahaye dit Hibernois à naître en Amérique voit le jour, le 8 juin 1698 à Montréal. Malheureusement, le petit François meurt 3 jours plus tard.
En mai 1710, Jean Lahaye et Marie-Madeleine obtiennent la nationalité française et décide de rester au pays. De leur union naîtra treize enfants. Le 25 août 1698, Jean vend sa terre, à Notre-Dame-des-Neiges, à François Guillemot pour la somme de 30 livres et va s'établir à Lachesnaye où, le 2 septembre 1699, le sieur Nicolas d'Ailleboust (celui qui l'a fait prisonnier à Corlar en 1690) lui concède une terre de soixante arpents en superficie. Vingt jours plus tard, il passe un accord avec les frères hospitaliers. Il s'engage à garder pendant trois ans les animaux des Hospitaliers sur la terre qu'ils ont acquis. En retour de ce service, les frères lui cèdent une vache dont il aura soin et dont il gardera les « écrois ». De plus, il pourra labourer et ensemencer à son profit trois arpents de cette terre.
Le 15 avril 1700, Jean acquiert la terre de Laurent Jacques, voisine de sa terre à Lachesnaye, puis le 18 mai 1703, la revend à Pierre Trottier ainsi que celle qu'il possédait à cet endroit. Il en obtient 200 livres, puis s'établit ensuite à la Côte Saint-Laurent. Entre-temps, le couple Lahaye-Swarden donne naissance à deux filles. D'abord Madeleine, née le 7 janvier 1701, puis Jeanne-Marguerite née le 4 septembre 1702.
Le 13 mai 1703, uniquement pour lui faire plaisir, le sculpteur Charles Chabouilié lui prête une bourrique pour six mois. Le 23 mai 1705 naît Thomas Lahaye dit Hibernois. Six jours plus tard, Thomas n'est plus de ce monde. Le 14 juin suivant, Jean Caillou vend à Jean un cheval de quatre ans pour deux cent trente livres de tabac, dont cent quinze livres payables à Noël 1706.
Le 29 juin 1706 naît Marie-Anne, la troisième fille de Jean et Marie-Madeleine. Elle sera suivie de Jean-François, le 7 janvier 1708. La joie sera de courte durée, car Marie-Anne meurt le 10 septembre 1708 à l'âge de 2 ans. Selon les archives du notaire Adhémar, le 8 janvier 1709, pour le solde de tous ses comptes, il doit à Pierre Cardinal la somme de 175 livres 6 sols et 8 deniers. Le 19 mars 1710, Marie-Madeleine accouche des jumelles. Seule Sylvie vivra après l'accouchement.
Le 21 décembre 1711, la cigogne est de retour dans la famille Lahaye dit Hibernois, mais trois jours plus tard, la petite Marie-Josèphe n'est plus. Même scénario le 7 mars 1713, la petite Catherine meurt onze jours plus tard, le 18 mars 1713. Le 11 février 1714 naît Joseph, le troisième fils de Jean et Marie-Madeleine.
Les Sulpiciens concèdent à Jean, une terre de trois arpents de front à Saint-Léonard, le 22 avril 1714. Le 11 octobre 1715 naît Marie-Madeleine, la dernière fille de Jean; puis son dernier fils, Claude-Jean-Baptiste, voit le jour le 21 janvier 1717.
Jeanne-Marguerite est la première à quitter le foyer paternel. Le 31 mai 1719, à l'âge de seize ans, elle épouse Pierre Normand à Montréal. Cinq ans plus tard, c'est au tour de Madeleine de prendre époux. Elle fera la noce le 6 août 1724 avec Pierre Boileau. Jean donne à sa fille Madeleine et à Pierre Boilleau une terre en bois située sur la Côte de Sainte-Geneviève en banlieue de la Seigneurie de Montréal. De plus, il leur permet de semer la moitié de la terre qui est situé à la Côte de Saint-Laurent pour les trois années suivantes. Jean Lahaye et sa femme leur en donneront la préférence avec ses harnais, chevaux, charrue et tout ce qui en dépend. De plus, ils promettent de donner aux époux un poulain ou une pouliche de deux ans environ avec une vache et son premier veau dans les trois années qui suivent à compter du jour du mariage.
Le premier mariage de Sylvie est célébré le 7 janvier 1729 à la Basilique Notre-Dame. Après le décès de son époux Jacques Benoît, elle va se remarier le 18 août 1749 avec Jean-Baptiste Charbonneau. Le 13 juin 1735, Jean-François épouse Marie Gauthier à Pointe-Claire. Six mois plus tard, son frère Joseph épouse la sœur de sa belle-sœur, Suzanne Gauthier, le 9 janvier 1736.
Le 10 juin 1735, Joseph Lahaye est engagé en qualité de voyageur par le marchand Joseph Rhéaume. Un an plus tard, le 2 juin 1736, il est à nouveau engagé en qualité de voyageur. Cette fois, c'est Charles Nolan dit Lamarque, associés de la Mer du Ouest, qui l'engage.
Jean demeure à Pointe-Claire quand, le 6 mai 1736, il cède à Jacques Desnout toutes les prétentions qu'il peut avoir sur sa terre de Saint-Laurent et le 20 mai 1737, la dernière fille de Jean, Marie-Madeleine, se marie avec Claude Colombe. Jean Lahaye décède à Pointe-Claire le 13 mars 1738 et y est inhumé le lendemain.